# Aconia (cràter)
Acònia és un cràter amb coordenades planetocèntriques de latitud 9.54 ° nord i longitud 153.52 ° est, sobre la superfície de l'asteroide del cinturó principal (4) Vesta. Fa 19 km de diàmetre. El nom fa referència a Acònia Fàbia Paulina, una aristòcrata romana, i va ser adoptat com a oficial per la UAI el 5 de febrer de 2014.